# Afrikanska mästerskapen i fäktning 2024
Afrikanska mästerskapen i fäktning 2024 arrangerades mellan den 6 och 10 juni 2024 i Casablanca i Marocko. Det var den 22:a upplagan av afrikanska mästerskapen i fäktning.
Fäktare från 18 nationer deltog i mästerskapet.

## Medaljörer

### Herrar
| Gren                  | Guld                                                                         | Silver                                                                 | Brons                                                        |
| Värja, individuellt   | Mohamed El-Sayed                                                             | Houssam El-Kord                                                        | Bedi Beugré                                                  |
| Värja, individuellt   | Mohamed El-Sayed                                                             | Houssam El-Kord                                                        | Mohamed Yasseen                                              |
| Värja, lag            | Egypten Mohamed El-Sayed Ahmed El-Sayed Mahmoud Mohsen Mohamed Yasseen       | Marocko Abdel-Karim El Haouari Houssam El Kord Yehia Ellis Amine Faleh | Sydafrika Sergey Losevskiy Michael Malahe Harry Saner        |
| Florett, individuellt | Mohamed Hamza                                                                | Abdelrahman Tolba                                                      | Alaaeldin Abouelkassem                                       |
| Florett, individuellt | Mohamed Hamza                                                                | Abdelrahman Tolba                                                      | Jérémy Keryhuel                                              |
| Florett, lag          | Egypten Alaaeldin Abouelkassem Mohamed Essam Mohamed Hamza Abdelrahman Tolba | Marocko Ahmed El-Akkad Amir El-Rhazzouly Amine Faleh Anouar Lachiri    | Senegal Famara Diame Noé Robin Bourama Kéba Sagnan           |
| Sabel, individuellt   | Mohamed Amer                                                                 | Adham Moataz                                                           | Ziad El-Sissy                                                |
| Sabel, individuellt   | Mohamed Amer                                                                 | Adham Moataz                                                           | Evann Girault                                                |
| Sabel, lag            | Tunisien Mohamed Cherni Farès Ferjani Ahmed Ferjani Amen Allah Hemissi       | Egypten Mohamed Amer Ziad El-Sissy Yassin Khodir Adham Moataz          | Marocko Walid El-Falji Nadir Hanane Jihad Kabbaj Ali Maftouh |

### Damer
| Gren                  | Guld                                                           | Silver                                                                | Brons                                                                           |
| Värja, individuellt   | Alexandra Ndolo                                                | Camélia El Kord                                                       | Shirwit Gaber                                                                   |
| Värja, individuellt   | Alexandra Ndolo                                                | Camélia El Kord                                                       | Aya Hussein                                                                     |
| Värja, lag            | Egypten Nardin Ehab Shirwit Gaber Aya Hussein Loulwa Soliman   | Sydafrika Ivana Simic Phakama Yantolo Phumza Yantolo                  | Marocko Dounia Aïtoutouhen Camélia El Kord Husna Tasnim Ellis Sarah Tahra Ellis |
| Florett, individuellt | Yara El-Sharkawy                                               | Maxine Esteban                                                        | Malak Hamza                                                                     |
| Florett, individuellt | Yara El-Sharkawy                                               | Maxine Esteban                                                        | Noha Hany                                                                       |
| Florett, lag          | Egypten Sara Amr Hossny Yara El-Sharkawy Malak Hamza Noha Hany | Tunisien Yasmine Ayari Nourane B'Chir Mariem Khiari Yasmine Soussi    | Marocko Camélia El Kord Manal Karmaoui Manal Saraa                              |
| Sabel, individuellt   | Lorina Essomba                                                 | Nagwa Nofal                                                           | Renad El-Doksh                                                                  |
| Sabel, individuellt   | Lorina Essomba                                                 | Nagwa Nofal                                                           | Nada Hafez                                                                      |
| Sabel, lag            | Egypten Renad El-Doksh Nada Hafez Alanoud Hegazy Nagwa Nofal   | Tunisien Aïcha Bouajina Yasmine Daghfous Rania Ferjani Yesmine Rezgui | Marocko Meriam Aboutaleb Hiba Dahbi Inès Hnaïni Manal Saraa                     |

## Medaljtabell
*   Värdland ( Marocko)
| Nr                  | Nation              | Guld | Silver | Brons | Totalt |
| ------------------- | ------------------- | ---- | ------ | ----- | ------ |
| 1                   | Egypten             | 9    | 4      | 9     | 22     |
| 2                   | Tunisien            | 1    | 2      | 0     | 3      |
| 3                   | Kamerun             | 1    | 0      | 0     | 1      |
| 3                   | Kenya               | 1    | 0      | 0     | 1      |
| 5                   | Marocko*            | 0    | 4      | 4     | 8      |
| 6                   | Elfenbenskusten     | 0    | 1      | 2     | 3      |
| 7                   | Sydafrika           | 0    | 1      | 1     | 2      |
| 8                   | Niger               | 0    | 0      | 1     | 1      |
| 8                   | Senegal             | 0    | 0      | 1     | 1      |
| Totalt (9 nationer) | Totalt (9 nationer) | 12   | 12     | 18    | 42     |